# Polythrix asine
Polythrix asine är en fjärilsart som beskrevs av William Chapman Hewitson 1867. Polythrix asine ingår i släktet Polythrix och familjen tjockhuvuden. Inga underarter finns listade i Catalogue of Life.